# Dennis McCoy
Dennis Marshall McCoy (Bishop, 27 maggio 1945) è un ex sciatore alpino statunitense.

## Biografia
Sciatore polivalente originario di Mammoth Mountain e fratello di Penny, a sua volta sciatrice alpina, Dennis McCoy debuttò in campo internazionale in occasione del Bud Werner Memorial 1964 (Sugar Bowl, 25-26 aprile), dove si classificò 20º nello slalom gigante e 14º nella combinata. Ai Mondiali di Portillo 1966 (5-14 agosto), suo esordio iridato, si piazzò 37º nella discesa libera e 41º nello slalom gigante; l'anno seguente prese parte alla stagione inaugurale della Coppa del Mondo, esordendo il 14 gennaio 1967 a Wengen in discesa libera (27º) e ottenendo il primo piazzamento a punti il 26 marzo successivo a Jackson Hole in slalom speciale (9º).
Nel 1968 vinse lo slalom speciale e la combinata dei Campionati universitari nordamericani (NCAA), gareggiando per l'Università di Denver, e prese parte ai X Giochi olimpici invernali di Grenoble 1968, sua unica presenza olimpica nonché congedo iridato, classificandosi 21º nella discesa libera (l'unica gara nella quale prese il via); nel prosieguo della stagione conquistò il miglior risultato di carriera in Coppa del Mondo, il 16 marzo ad Aspen in slalom speciale (7º). Nel massimo circuito internazionale ottenne l'ultimo piazzamento a punti il 9 febbraio 1969 a Cortina d'Ampezzo in discesa libera (8º) e prese per l'ultima volta il via il 29 gennaio 1970 a Madonna di Campiglio in slalom gigante (31º), sua ultima gara agonistica; dopo il ritiro partecipò, fino al 1974, al circuito professionistico nordamericano.

## Palmarès

### Coppa del Mondo
- Miglior piazzamento in classifica generale: 39º nel 1967

### Campionati statunitensi
- 5 medaglie (dati parziali):
  - 2 ori (slalom speciale nel 1965[7]; discesa libera nel 1967)[1]
  - 2 argenti (slalom speciale, combinata nel 1966)[8]
  - 1 bronzo (slalom gigante nel 1966)[8]